# أرابيسك (موسيقى تركية)
الأرابيسك هو أسلوب من الموسيقى التركية المشهور في تركيا ومنطقة البلقان والقوقاز والشرق الأوسط وأوروبا الشرقية. كان هذا النوع شائعًا بشكل خاص في تركيا منذ الستينيات وحتى العقد الأول من القرن الحادي والعشرين. تطورت جمالياته على مر العقود وحتى العقد الأول من القرن الحادي والعشرين. غالبًا ما تتضمن أشكال موسيقى على آلات مثل الساز وتستمد الإلهام من الأشكال العثمانية لموسيقى الشرق الأوسط. وتتميز بتركيزه الموضوعي على قضايا الشوق والصراع والرغبة.